# Юн Ми Ре
Наташа Шанта Рийд (на английски: Natasha Shanta Reid; на корейски: 윤미래; Коригирана романизация на корейския език: Yoon Mi-rae) е южнокорейски рапър и певица. Смятана е за една от най-добрите рапърки на корейската сцена. Част е от хип-хоп триото MFBTY.

## Личен живот
Таша в омъжена за рапъра Drunken Tiger, също част от MFBTY. През 2008 г. им се ражда първото дете, Джордан.